# Municipio de Lime Creek (condado de Cerro Gordo)
El municipio de Lime Creek (en inglés: Lime Creek Township) es un municipio ubicado en el condado de Cerro Gordo en el estado estadounidense de Iowa. En el año 2010 tenía una población de 519 habitantes y una densidad poblacional de 6,24 personas por km².

## Geografía
El municipio de Lime Creek se encuentra ubicado en las coordenadas 43°13′8″N 93°12′2″O / 43.21889, -93.20056. Según la Oficina del Censo de los Estados Unidos, el municipio tiene una superficie total de 83.14 km², de la cual 82,9 km² corresponden a tierra firme y (0,29 %) 0,24 km² es agua.

## Demografía
Según el censo de 2010, había 519 personas residiendo en el municipio de Lime Creek. La densidad de población era de 6,24 hab./km². De los 519 habitantes, el municipio de Lime Creek estaba compuesto por el 97,5 % blancos, el 0,96 % eran afroamericanos, el 0,39 % eran asiáticos, el 0,58 % eran de otras razas y el 0,58 % eran de una mezcla de razas. Del total de la población el 1,73 % eran hispanos o latinos de cualquier raza.